# Атомный пул
Атомный пул, ядерный пул — это страховой пул, который страхует или перестраховывает риски предприятий атомной промышленности и участвует в перестраховании атомных рисков других атомных пулов.
Атомные пулы были основаны в 1950-е годы, так как традиционные механизмы страхования не подходили для предприятий атомной отрасли с потенциально катастрофическими убытками и ненадежно оцениваемой вероятностью наступления страхового случая для ограниченного числа застрахованных объектов. Атомные пулы созданы в большинстве стран, имеющих атомную энергетику. Пулы разных стран активно сотрудничают друг с другом, обмениваясь рисками через систему перестрахования и принимая участие в международных инспекциях на ядерных объектах.

## Российский ядерный страховой пул
Российский ядерный страховой пул основан 27.11.1997 20-ю российскими страховыми компаниями. Помимо страхования российских предприятий атомной отрасли, он также участвует в перестраховании китайских АЭС.
В марте 2005 года Россия ратифицировала Венскую конвенцию о гражданской ответственности за ядерный ущерб, которая устанавливает обязанность владельцев ядерных объектов страховать свою гражданскую ответственность на сумму не менее 60 млн долларов США, а обязанность по возмещению ущерба, превышающего эту сумму, возлагается на государственный бюджет.

## Атомные пулы других стран

### Немецкий атомный пул
По сравнению с максимальным ущербом от аварии на атомном объекте, атомные пулы покрывают только часть возможного ущерба. В соответствии с Законом об атомной энергии в Германии установлены финансовые гарантии в размере 2,5 млрд. €, которые выплачивает федеральное правительство, в случае, если ущерб превышает 256 млн евро, выплачиваемых страховым пулом.

### Голландский атомный пул
Голландский атомный пул объединяющий около 20 голландских страховщиков, был создан в 1958 году. Кроме страхования голландских атомных объектов, он участвует в перестраховании польских атомных объектов.
В соответствии с голландским законом об ответственности за ядерный ущерб, владелец ядерной установки несет ответственность за весь ущерб людям, имуществу и окружающей среде, причинённый аварией на атомном объекте. Оператор обязан страховать свою гражданскую ответственность не менее, чем на 340 млн. €. Если ущерб превышает 340 млн. €, то остальную сумму ущерба оплачивает государство.

## Международная пулинговая система
Международная пулинговая система (МПС) (англ. International Nuclear Insurance Pools) — это организация без образования юридического лица, которая представляет интересы ядерных страховых пулов из 27 стран. Она была образована в 1957 году ядерными страховыми пулами из США, Великобритании, Бельгии, Франции, Германии и Голландии. Орган управления МПС — это ежегодный Форум ядерных страховых пулов (англ. Nuclear Pools’ Forum), который определяет стратегические цели и задачи деятельности пулов, утверждает общие положения и правила перестрахования и решает вопросы урегулирования крупных убытков. Коллегиальным исполнительным органом МПС является Координационный комитет, который избирается членами Форума на три года. Единоличный исполнительный орган — Председатель МПС, который избирается на 5 лет. Координационный комитет руководит деятельностью профильных комитетов, которые занимаются вопросами урегулирования убытков, проведения международных страховых инспекций и др.

## Критика
Критики ядерной энергетики рассматривают это как скрытые субсидии атомной отрасли. Адекватная страховая сумма на случай возможного ущерба повлекла бы гораздо более высокие страховые взносы, и, как следствие, повышение стоимости электроэнергии, вырабатываемой АЭС. В Германии это привело бы к удорожанию электроэнергии более, чем в 2 раза: с 21,5 евроцента за кВтч до 50. При этом ущерб от военных действий и крупных стихийных бедствий исключительного характера не застрахован, и покрывается за счёт корпоративных активов, однако закон не требует от корпораций создавать резервы для таких выплат. Так, например, договор страхования АЭС Фукусима I не предусматривал выплат за ущерб, причинённый в результате землетрясения и цунами, в то время, как ущерб, причинённый этой аварией, по предварительным оценкам банка Bank of America — Merrill Lynch, составит не менее 130 млрд долларов США.
Исследование[кем?] финансовых последствий возможной аварии[уточнить] на АЭС в Германии 1992 года показало, что потенциально возможный ущерб может достичь 7,6 триллионов евро. Аналогичные исследования[кем?] для Швейцарии указывают на 4 триллиона швейцарских франков. В 2009 году аналогичное исследование[кем?] последствий аварии[уточнить] на АЭС Индиан-Пойнт в 44 км к северу от Нью-Йорка дало 416 миллиардов долларов США без учёта воздействия на деловую активность Нью-Йорка как финансового центра.

### Национальные ядерные пулы в интернете
- Бельгийский атомный пул
- Английский атомный пул
- Шведско-финский атомный пул
- Чешский атомный пул
- Атомный пул США